# Calidris melanotos
El correlimos pectoral (Calidris melanotos) es una especie de ave limícola de la familia Scolopacidae. Es de tamaño mediano, más grande que la mayoría de las especies del género. Es claramente visible el contraste en la coloración del pecho, pardo oscuro, con el del resto del vientre, blanco. Además, posee una ceja color crema más clara que el resto de la cabeza.
Se reproduce en el círculo polar ártico (Siberia y Norteamérica), para más tarde migrar hacia el hemisferio sur, permaneciendo en el mismo durante el período estival austral, en Perú, Chile, Brasil, Argentina y Uruguay.